# Coppa Europa di pallacanestro 3x3 2024
La Coppa Europa di pallacanestro 3x3 2024 (ufficialmente, in inglese, 2024 FIBA 3x3 Europe Cup) è stata la nona edizione della competizione internazionale co-organizzata dalla FIBA. Si è tenuta dal 22 al 25 agosto 2024 a Vienna, in Austria.

## Risultati
| Evento           | Oro     | Argento | Bronzo      |
| Torneo maschile  | Austria | Serbia  | Lituania    |
| Torneo femminile | Spagna  | Francia | Paesi Bassi |

## Medagliere
| Posiz. | Nazione     | Oro | Argento | Bronzo | Totale |
| ------ | ----------- | --- | ------- | ------ | ------ |
| 1      | Spagna      | 1   | 0       | 0      | 1      |
| 1      | Austria     | 1   | 0       | 0      | 1      |
| 3      | Serbia      | 0   | 1       | 0      | 1      |
| 3      | Francia     | 0   | 1       | 0      | 1      |
| 3      | Lituania    | 0   | 0       | 1      | 1      |
| 3      | Paesi Bassi | 0   | 0       | 1      | 1      |
| Totale | Totale      | 2   | 2       | 2      | 6      |